# Блокада лівої ніжки пучка Гіса

Характерні хвильові картини типової блокади лівої ніжки пучка, як видно на ЕКГ. Існують широкі комплекси QRS, і у відведенні V6 є інверсія зубця Т, що є нормальним у цьому стані. Під кожним комплексом QRS є його позначення (rS і R) відповідно до номенклатури.

Блокада лівої ніжки пучка Гіса (БЛНПГ) ― це порушення провідної системи серця, яке спостерігається на електрокардіограмі (ЕКГ).
У цьому стані, спонукання лівого шлуночка серця затримується, що змушує його скорочуватися пізніше, ніж правий шлуночок.

## Причини
Серед причин БЛНПГ:
- Стеноз аорти
- Дилатаційна кардіоміопатія
- Гострий інфаркт міокарда
- Розлога ішемічна хвороба серця[4]

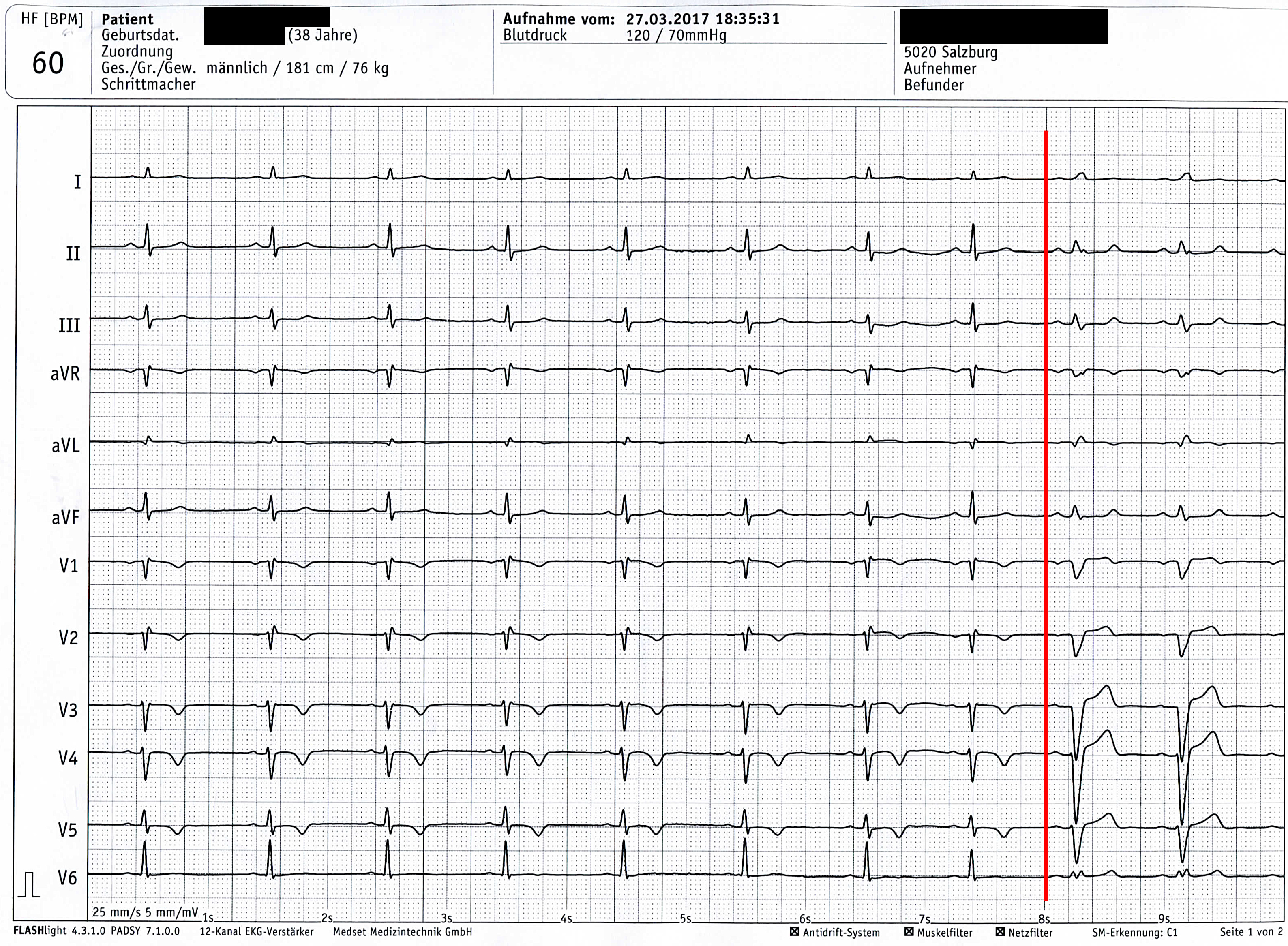
Нормальна, непримітна ЕКГ у 12 відведеннях у спокої з раптовим початком (повної) блокади лівої ніжки пучка Гіса. Чітко видно подвійні або виїмчасті зубці R в V6, глибокі зубці R і порушення реполяризації в V3, V4 і V5, а також значно розширений комплекс QRS у V1 і V2.

- Первинне захворювання провідної системи серця
- Тривала гіпертензія, що призводить до розширення кореня аорти і подальшої регургітації аорти
- Хвороба Лайма

## Пояснення
Повільна або повна відсутність провідності крізь ліву ніжку пучка Гіса означає, що для повної деполяризації лівого шлуночка потрібно більше часу, ніж зазвичай. Це може бути через пошкодження ніжки пучка Гіса, яка взагалі не здатна проводити, або може являти собою неушкоджену провідність яка просто повільніше, ніж зазвичай. БЛНПГ може бути сталою ― присутньою постійно, але може бути переривчастою, наприклад, відбуватися лише під час пришвидшеного серцебиття. Це може бути пов'язано з тим, що пучок має більш тривалий рефрактерний період, ніж зазвичай.

## Розпізнавання

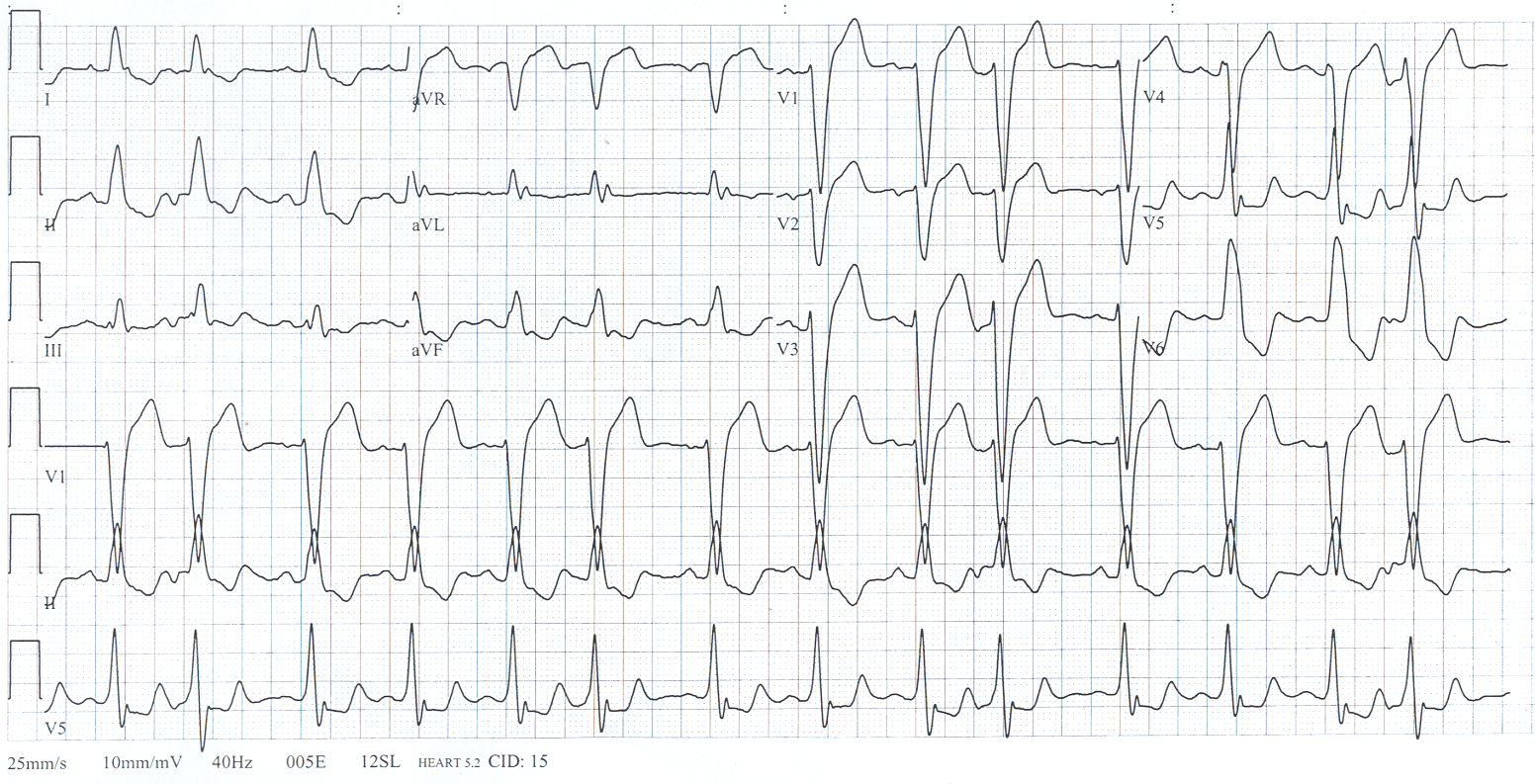
Електрокардіограма, що показує блокаду лівої ніжки пучка Гіса та нерегулярний ритм через надшлуночкову екстрасистолію.

БЛНПГ діагностується на ЕКГ в 12 відведеннях. У дорослих це проявляється у вигляді широких комплексів QRS тривалістю >120 мс із характерними формами QRS в прекардіальних відведеннях, хоча у дітей спостерігаються більш вузькі комплекси. У відведенні V1 комплекс QRS часто повністю негативний (морфологія QS), хоча можна побачити невеликий початковий зубець R (морфологія rS). У бічних відведеннях (I, aVL, V5-V6) комплекси QRS зазвичай, переважно позитивні з повільним підйомом вгору, що триває >60 мс до піку зубця R. У цих відведеннях можна побачити щербини, але це не узагальнено. Невеликі зубці Q, які зазвичай спостерігаються в бічних відведеннях, відсутні при БЛНПГ. Зубці Т найчастіше вказують в напрямку, протилежному кінцевій частині попереднього QRS ― позитивні комплекси QRS мають негативні зубці Т, а негативні комплекси QRS мають позитивні зубці Т.
Сегменти ST зазвичай проникають у зубці Т і часто здаються підвищеними у відведеннях з негативними комплексами QRS. Вісь може бути нормальною, але може й відхилятися ліворуч чи праворуч.

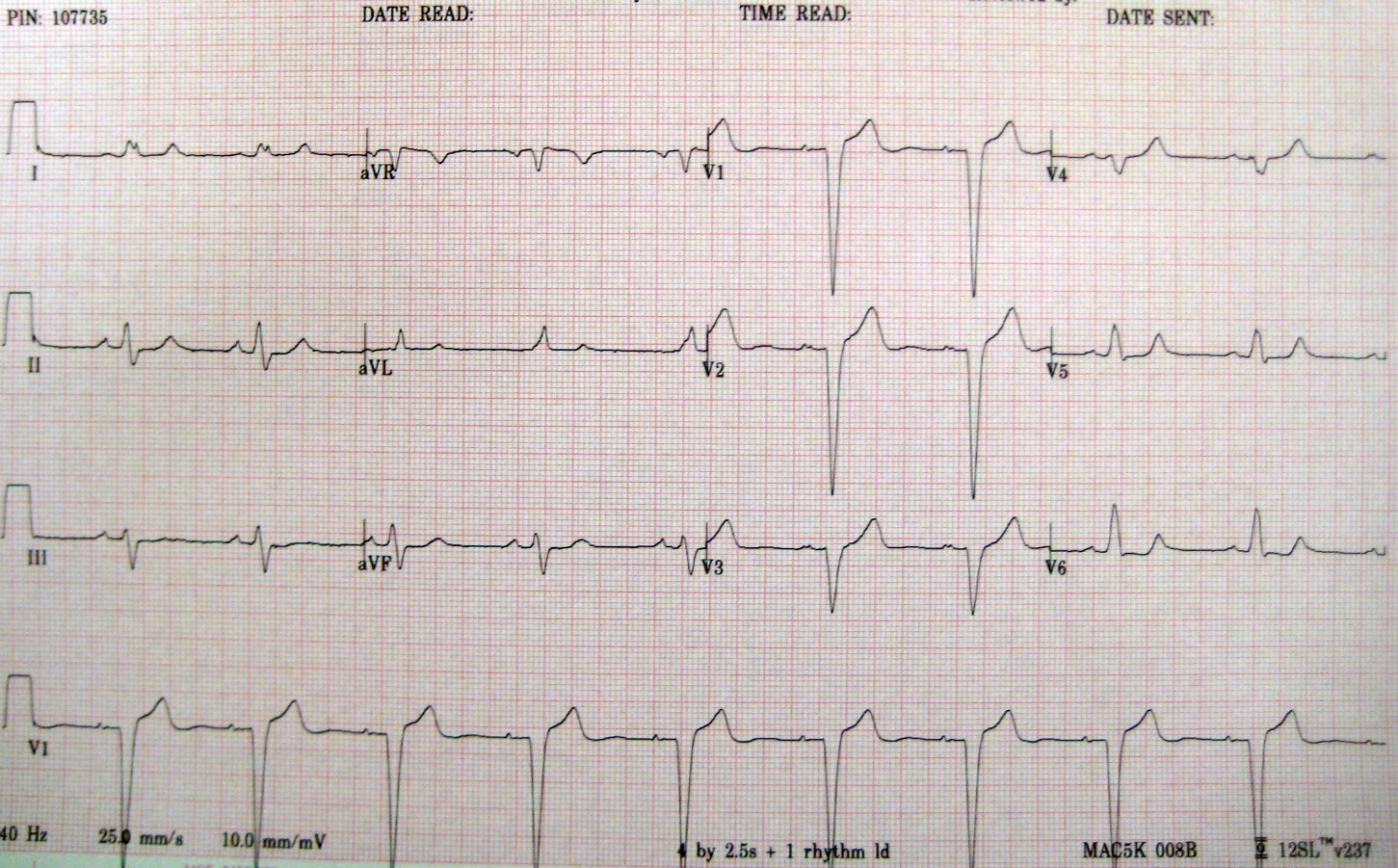
Блокада лівої ніжки пучка Гіса

Також існують часткові блокади лівої ніжки пучка Гіса: «блокада передньої гілки ніжки» (LAFB) і «блокада задньої гілки ніжки» (LPFB). Мається на увазі блокада, вже після роздвоєння лівої ніжки пучка Гіса.

### Діагностичні наслідки
Наявність БЛНПГ призводить до того, що електрокардіографію (ЕКГ) не можна використовувати для діагностики гіпертрофії лівого шлуночка або гострого інфаркту міокарда, оскільки БЛНПГ сама по собі призводить до розширення комплексу QRS і змін в сегменті ST відповідно до ішемії або ушкодження.

## Догляд
Пацієнтам з БЛНПГ потрібно повне кардіологічне обстеження, а хворим з БЛНПГ і непритомністю або майже непритомністю, може знадобитися кардіостимулятор.
Деяким пацієнтам з БЛНПГ та помітно подовженим QRS (зазвичай >150 мс) і систолічною серцевою недостатністю, може бути корисний електрокардіостимулятор, який дозволяє краще синхронізувати серцеві скорочення.